# Sven (Frozen)
Sven es un personaje ficticio que aparece en el largometraje de animación Frozen (2013) y su secuela Frozen II (2019), producida por Walt Disney Animation Studios. Es un reno que vive junto con su compañero, Kristoff. Sven, junto a Kristoff, ayuda a la princesa Anna en la búsqueda de su hermana, la reina Elsa, que ha huido después de someter el reino de Arendelle a un invierno eterno. Durante su aventura, Sven también conoce y se hace amigo de un muñeco de nieve viviente, Olaf. Años después de los acontecimientos de la primera película, Sven y los demás van en busca de una voz misteriosa escuchada por Elsa. En el transcurso del viaje, Sven se encuentra con otros renos. Además de las dos películas, Sven también está presente en el cortometraje Frozen Fever (2015) y en el largometraje Olaf's Frozen Adventure (2017).
Sven fue creado por los directores de Frozen Chris Buck y Jennifer Lee. Al crear el personaje de Sven, el equipo de animación trajo un reno de la vida real al estudio para estudiar su comportamiento e incorporar los elementos observados en la interpretación de Sven. Sin embargo, debido a la falta de movimiento de los renos, la representación de Sven finalmente se desarrolló basándose en los gestos de un perro. Su apariencia fue diseñada para ser realista.
La recepción crítica del personaje de Sven ha sido en general positiva, y los periodistas elogiaron su lealtad y lo describieron como adorable. Los críticos también han considerado a Sven como una fuente de alivio cómico y han elogiado su relación con Kristoff. Se ha lanzado mercancía inspirada en el personaje, incluidos juguetes de peluche y figuras de acción.

## Desarrollo

### Concepto y creación
Con el fin de estudiar los renos para el desarrollo de la película Frozen (2013), producida por Walt Disney Animation Studios y codirigida por Chris Buck y Jennifer Lee,los realizadores acudieron a la gestión de una granja de renos en Røros, Noruega, propiedad del pueblo Sami.El equipo de animación también decidió traer un reno de la vida real al estudio para analizar sus gestos e implementarlos en la interpretación de Sven.Los animadores observaron cómo el reno se rascaba detrás de las orejas usando sus patas traseras de manera similar a como lo hacen los perros,y decidieron convertir este en uno de los hábitos de Sven también.Sin embargo, después de darse cuenta de que los renos no hacían mucho más que permanecer en el mismo lugar, los animadores decidieron representar a Sven como "un perro excitado" y "un perro curioso que huele el lugar".El animador John Lasseter destacó el parecido entre su Labrador y Sven, que se deriva de cómo actúan ambos.Los realizadores inicialmente habían planeado darle el nombre "Thor" al personaje, pero la idea fue descartada debido al uso excesivo de este nombre entre la compañía.
La directora de Frozen, Jennifer Lee, sintió que Sven es el personaje que menos difiere de la forma en que había sido conceptualizado ya que los realizadores habían decidido desde el principio que nunca hablaría; Ella dijo que el único cambio relacionado con él durante la realización de la película fue que su papel en la historia se había vuelto "cada vez más grande".Chris Buck, el otro director de Frozen, mencionó que había tratado de hacer que los personajes, incluido Sven, fueran "lo más interesantes y entretenidos posible".Dijo además que habían disfrutado decidiendo cómo se retrataría a Sven en la película. Buck comentó que si bien Sven podría haber seguido siendo sólo un "personaje de pantomima", Lee había propuesto la idea de que Kristoff hablara por Sven, ya que ella también hace esto con sus gatos;Buck inmediatamente percibió esto como una "gran idea" debido a que actuaba con sus perros de la misma manera y, como resultado, el concepto se incorporó a la historia.Lee afirmó que la forma en que Kristoff expresa los pensamientos de Sven es "divertida". Buck dijo además que disfrutaba cómo Kristoff fingía no entender a Sven cuando intentaba comunicarse con Kristoff a través de sonidos. Describió a Sven y Kristoff como "mejores amigos" y mencionó que Sven actúa como su conciencia. Lee comentó que los realizadores habían tratado de encontrar similitudes entre Sven y el muñeco de nieve Olaf para presentarlos a los dos de una manera inteligente durante el avance de Frozen, y como resultado habían decidido resaltar su interés común en zanahorias.
Los sonidos que hace Sven, como sus gruñidos y resoplidos, fueron grabados por el actor de doblaje Frank Welker.Jonathan Groff, quien proporciona la voz en inglés de Kristoff, declaró que si bien Olaf y algunos animales de otras películas de Disney tienen la capacidad de hablar, Sven no puede hacerlo. Dijo que había grabado un dueto consigo mismo para uno de los momentos en que Kristoff expresó las respuestas de Sven.Groff mencionó que los realizadores le habían informado cuando comenzó su trabajo para la película que también proporcionaría una "voz de reno", y agregó que había disfrutado grabándola.Dijo que "muchas personas tienen voces extrañas para sus mascotas";según Groff, cuando él y los realizadores estaban "explorando el mundo de eso", "probó un montón de voces diferentes" y "aterrizaron en la que es Sven". En una secuencia de la secuela Frozen II (2019), que se ve desde la perspectiva de Kristoff, Sven habla directamente y Groff también le da voz.

### Diseño y caracterización
El diseño de Sven fue creado para resaltar la apariencia desaliñada de Kristoff. Fue conceptualizado como "rechoncho" y poco atractivo para que pareciera realista.Su apariencia fue creada en contraste con el diseño del reno de Santa Claus de los episodios de dibujos animados navideños. Uno de los diseños anteriores de Sven lo representaba como un reno con una sola asta . El jefe de animación Lino DiSalvo afirmó que el diseño de Sven está lejos de ser majestuoso. Añadió que Sven, que vivía en la naturaleza sin que lo cepillaran, le ofrecía una apariencia maltratada, lo que le proporcionaba un alivio cómico. DiSalvo dijo que las cejas de Sven son expresivas y agregó que Sven se comunica a través de ellas.El artista de historias Chris Williams mencionó que no sabía cómo se veían los renos antes de trabajar en Sven, afirmando que había crecido creyendo que eran las "criaturas elegantes y poderosas" que aparecían en los dibujos animados. Clio Chiang, otra artista de cuentos, consideraba a Sven como un animal rechoncho y se refirió a él como su personaje favorito.Bill Schwab, director de arte de personajes de Frozen II, dijo que las astas de Sven están cubiertas con "una capa peluda" en esta secuela, ya que tiene lugar durante el otoño. Schwab también afirmó que el "arnés de Sven tiene un motivo de trigo otoñal", que sirve como conexión tanto con Anna como con Arendelle; comentó además que este motivo se encuentra en muchos elementos de la película relacionados con Arendelle. Mencionó que si bien "Sven se destaca" entre los otros renos de Frozen II ya que es más grande, "los renos de Northuldra sienten que [están] relacionados con él".
Después de que se le preguntara sobre la similitud entre Sven y el personaje Maximus de la película Enredados (2010) debido a su comportamiento canino, Jennifer Lee afirmó que no podía ver el parecido y agregó que Sven "no es tan inteligente como Maximus", mientras que Chris Buck compartió pensamientos similares.Lee dijo además que los renos se parecen más a los perros que a los caballos y mencionó que Sven fue creado para ser "mucho más parecido a un animal" que Maximus;ella explicó esto afirmando que los espectadores pueden entender los pensamientos de Sven sólo cerca del final de la historia y que Kristoff "habla por él y lo trata más como una mascota" en comparación con otros animales de las películas de Disney.

## Apariciones

### Frozen
Sven es un reno que no habla y ha sido compañero de Kristoff desde que eran niños. Kristoff comprende lo que Sven comunica a través de sus expresiones faciales y movimientos y, a veces, expresa los pensamientos de Sven. Los dos trabajan juntos recolectando hielo al comienzo de la película, con Sven tirando del trineo que transporta el hielo. Después de esto, se encuentran con varios trolls disfrazados de rocas, y una troll adopta a Sven y Kristoff. Años más tarde, los dos viajan juntos al reino de Arendelle el día de la coronación de la princesa Elsa. En el bosque cerca de Arendelle, posteriormente conocen a la princesa Anna, la hermana separada de Elsa, quien les pide que la lleven a la Montaña Norte, la ubicación de Elsa después de huir del reino por haberlo sometido involuntariamente a un invierno eterno. En el camino, Sven y Kristoff pierden su trineo después de ser perseguidos por lobos, pero Sven convence a Kristoff para que siga ayudando a Anna de todos modos. Más tarde conocen a Olaf, un muñeco de nieve parlante creado por Elsa, que se ofrece a guiarlos. Sven, junto con los demás, logra ayudar a Anna a llegar al castillo de hielo recién creado de Elsa, pero después de que Elsa le lanza magia de hielo, el grupo lleva a Anna de regreso a Arendelle. Poco después de dejar a Anna al cuidado de sus sirvientas, Sven le muestra su intención de regresar junto con Kristoff, e inmediatamente comienzan a dirigirse hacia Arendelle una vez que se dan cuenta de que Anna está en peligro debido a una tormenta de nieve que se está formando. En el fiordo helado cerca de Arendelle, Sven salva a Kristoff de caer al agua helada. Debido a sus acciones a lo largo de la historia, Sven y los demás ayudan a vencer a Hans, el malvado líder en funciones de Arendelle, y contribuyen al reencuentro permanente de Anna con Elsa y a que Elsa pueda traer de vuelta el verano al final. Como resultado, Elsa le otorga una medalla a Sven y Anna les ofrece a él y a Kristoff un trineo nuevo.

### Frozen Fever
En el cortometraje Frozen Fever (2015), Sven contribuye a los arreglos para la fiesta de cumpleaños de Anna, pero mientras tanto se queda dormido junto con Kristoff y Olaf. Se despiertan gracias a varios pequeños muñecos de nieve vivientes, que han sido creados por los estornudos de Elsa y que desean alcanzar el pastel de cumpleaños de Anna. Al intentar detenerlos, Kristoff accidentalmente derrama una bebida sobre Sven y él mismo. Mientras corre detrás de los muñecos de nieve en un intento de atraparlos, Sven termina con la lengua pegada a una cabeza helada. Más tarde, Kristoff se sube encima de Sven y sostiene el pastel de cumpleaños para presentárselo de esta manera a Anna. Después de que Anna y Elsa llegan a las puertas del reino, Sven corta el pastel de cumpleaños con la ayuda de sus astas. Finalmente, Sven lleva a los muñecos de nieve al castillo de hielo de Elsa junto a Kristoff y Olaf.

### Olaf's Frozen Adventure
Sven también aparece en el largometraje Olaf's Frozen Adventure (2017), al comienzo del cual trae una enorme campana al castillo junto con Kristoff para celebrar la Navidad. Luego ayuda a Kristoff a explicarles una tradición entre los trolls a Anna y Elsa. Posteriormente, Sven y Olaf deciden ir en busca de tradiciones familiares para Anna y Elsa ya que no tienen ninguna. En el camino de regreso al castillo después de recopilar muchas tradiciones, el trineo tirado por Sven se incendia. Tras la destrucción del trineo, Sven y Olaf terminan en lados opuestos de un barranco. Después de darse cuenta de que los lobos se han acercado a Olaf, Sven inmediatamente regresa corriendo al reino para buscar ayuda. Al llegar allí, intenta explicarle a Kristoff lo que le ha sucedido a Olaf, pero logra comprender la situación sólo después de que Anna y Elsa interpretan correctamente el mensaje de Sven. Inmediatamente comienzan a buscar a Olaf, y cuando lo encuentran cubierto de nieve, Sven lo atrapa por la nariz y lo saca. Mientras regresa al castillo, Sven se detiene junto a todos los demás en un lago congelado, donde Elsa crea un árbol de Navidad con hielo. Luego, coloca a Olaf entre las astas de Sven y ambos miran con alegría el árbol.

### Frozen II
En la película Frozen II, han pasado tres años desde los hechos de la película original.Sven pasa tiempo junto a Kristoff, Olaf, Anna y Elsa en el reino de Arendelle. Más tarde, los ayuda mientras juegan charadas. Después de que Elsa comienza a escuchar una voz misteriosa, Sven y los demás se van para buscar respuestas al respecto y llegan a un bosque mágico; allí, conocen a una tribu llamada Northuldra. Entre los Northuldra, Sven se encuentra con otros renos. Después de que Anna se va con Elsa y Olaf para encontrar la voz, Sven acompaña a Kristoff cuando canta sobre Anna. Algún tiempo después, Sven y Kristoff salvan a Anna de varios gigantes. Una vez que todo está resuelto, Sven corre felizmente en círculo con los otros renos. A lo largo de la película, Sven apoya los intentos de Kristoff de proponerle matrimonio a Anna y llora de alegría cuando se produce la propuesta. Al final, Sven y la gente de Arendelle celebran la coronación de Anna, quien se convierte en la nueva reina después de que Elsa decide permanecer en el bosque.

### Otros
Sven aparece en el cortometraje de 2020 Once Upon a Snowman, donde los eventos de la primera película de Frozen se presentan desde una perspectiva diferente. Hace un cameo en la película Moana (2016), en la que el personaje Maui, que tiene la capacidad de cambiar de forma, se transforma brevemente en él.El personaje también aparece en el avance de Frozen, que presenta una historia original donde Sven intenta alcanzar la nariz de zanahoria de Olaf después de que Olaf la pierde en un lago congelado; Si bien inicialmente tiene dificultades con esta tarea, como permanecer con la lengua pegada a la superficie congelada, Sven logra distanciarse de Olaf y llega primero a su nariz, pero posteriormente se la devuelve a Olaf y, como resultado, se une felizmente a él.Sven también está presente en un anuncio creado para Sky Cinema, en el que tira de un trineo,y en un anuncio navideño.
Sven está presente en los cuatro cortometrajes desarrollados por la empresa The Lego Group que forman parte de la extensión de marca Frozen Northern Lights,donde en ocasiones parece estar hablando y tiene la voz de Jonathan Groff;También aparece en la serie de libros resultante de la ampliación. Sven aparece en una serie de cómics como resultado de la asociación de Disney con Dark Horse Comics. También aparece retratado en una serie de cómics publicada por Joe Books Ltd. Sven está presente en un libro emergente escrito por Matthew Reinhart, en un adulto libro para colorear, y también en otros libros. Aparece en el videojuego de plataformas Frozen: Olaf's Quest. Sven también está presente en los juegos móviles Frozen Free Fall, Disney Build It: Frozen, Disney Tsum Tsum, Disney Magic Kingdoms, y Las aventuras de Olaf. También es un personaje del videojuego de acción cruzado Kingdom Hearts III. También aparece en el videojuego Minecraft. Sven se ha mostrado en forma de emoji. Han aparecido disfraces que replican el diseño de Sven en el videojuego LittleBigPlanet 3, y en el juego en línea Club Penguin. Una versión alternativa de Sven está presente en la serie de televisión Once Upon a Time,interpretado por un reno de la vida real.
Sven aparece en el musical Frozen,  en el que es interpretado por los actores Andrew Pirozzi y Adam Jepsen; los actores Collin Baja y Evan Strand interpretan el papel de Sven en la gira norteamericana, mientras que el actor Ashley Birchall y la actriz Mikayla Jade interpretarán a Sven en el musical del West End. Sven también está presente en el espectáculo Frozen - Live at the Hyperion. También aparece en el espectáculo musical Frozen Jr., donde el elenco está formado únicamente por actores jóvenes. Sven ha sido parte de los espectáculos Frozen de Disney on Ice, y de los espectáculos de Disney Cruise Line. Hace varias apariciones durante el viaje Frozen Ever After. Sven también ha aparecido en carrozas que se han exhibido durante los desfiles en los parques y centros turísticos de Walt Disney. Se puede ver a Sven en ubicaciones especiales para fotografías que se han organizado en Tokyo Disneyland, una de las cuales lo representa solo, y otra lo presenta junto a otros personajes de Frozen; Allí también se ha exhibido una figura gigante que lo representa. También aparece durante un paseo en Hong Kong Disneyland. Sven está presente durante una atracción en Disneyland París, y también aparece en un espectáculo allí. Sven también está presente en las fotografías de PhotoPass tomadas en Disney's Animal Kingdom. Ha aparecido en un arreglo de ventana navideña.